# Прикладна фізика

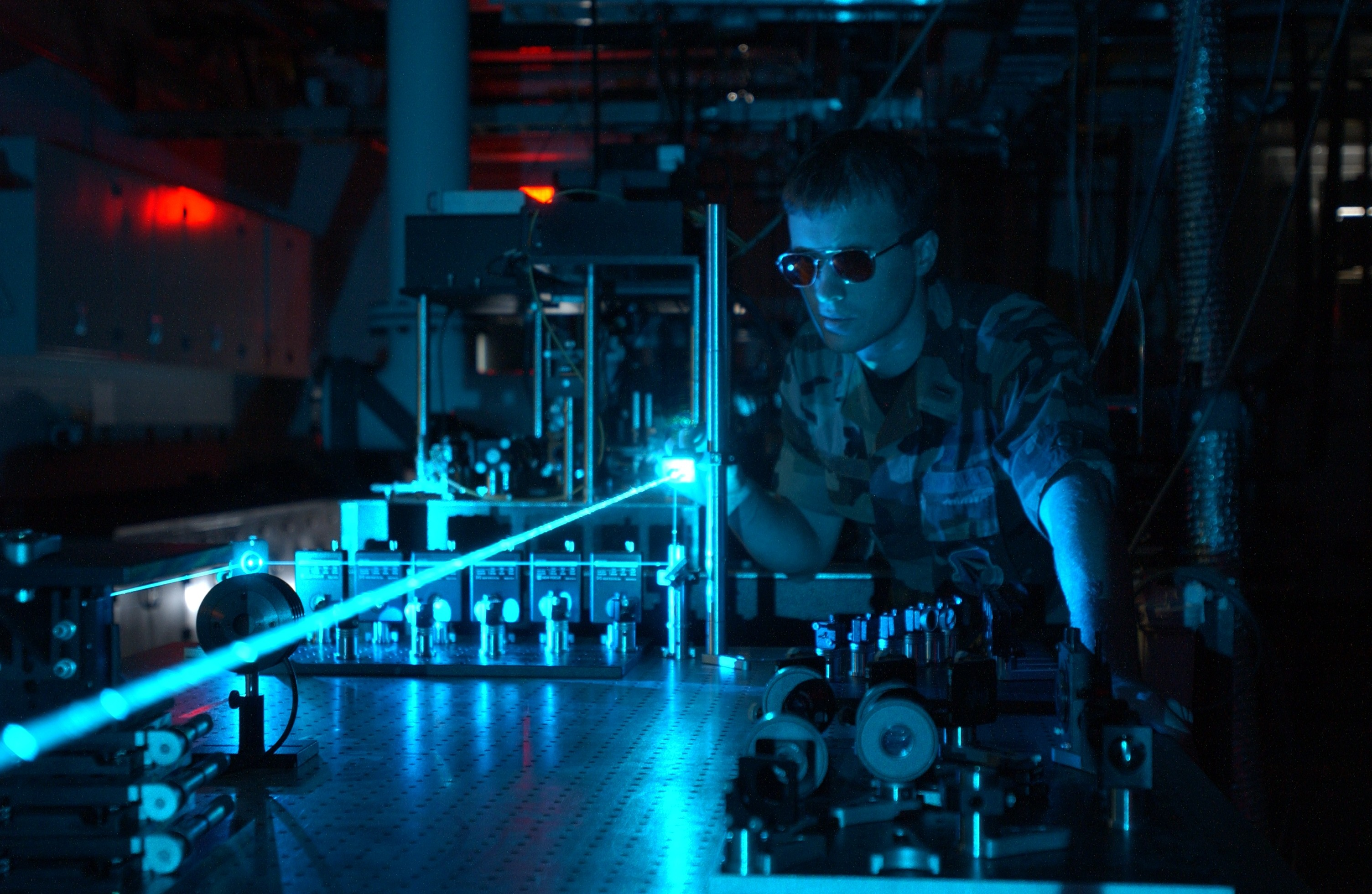
Експеримент з використанням аргонового лазера

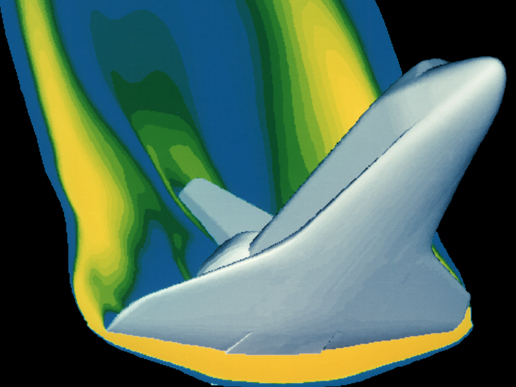
Комп'ютерне моделювання повернення «Спейс Шаттл»

Томографічне зображення голови

Прикладна фізика — комплекс наукових дисциплін, розділів і напрямів фізики, які мають своєю метою розв'язання фізичних проблем для конкретних технологічних і практичних застосувань. Їх найважливішою характеристикою є те, що конкретне фізичне явище розглядають не заради вивчення, а в контексті технічних і міждисциплінарних проблем. «Прикладна» фізика відрізняється від «чистої», яка концентрує свою увагу на фундаментальних дослідженнях. Прикладна фізика базується на відкриттях, зроблених під час фундаментальних досліджень, і зосереджується на розв'язанні проблем, що стоять перед технологами, з тим, щоб найбільш ефективно використовувати ці відкриття на практиці. Іншими словами, прикладна фізика сягає корінням у основоположні істини і основні поняття фізичної науки, але пов'язана з використанням цих наукових принципів у практичних пристроях і системах. Прикладні фізики можуть бути зацікавлені також у розв'язанні проблем для наукових досліджень. Наприклад, люди, що працюють в галузі фізики прискорювачів, вдосконалюють їх для проведення досліджень в галузі будови матерії.

## Галузі досліджень
| - Агрофізика - Акустика - Аналогова електроніка - Астрофізика - Атомно-силова мікроскопія - Балістика - Біофізика - Волоконна оптика - Обчислювальна фізика - Геофізика - Гідродинаміка - Динаміка транспортних засобів - Квантова електроніка - Медична фізика - Мікрогідродинаміка - Нанотехнології - Неруйнівний контроль - Оптика - Оптоелектроніка - Петрофізика | - Надпровідники - Спінтроніка - Теорія керування - Технічна фізика - Фізика атмосфери - Фізика вимірювань - Фізика космічної плазми - Фізика лазерів - Фізика плазми - Фізика напівпровідників - Фізика ґрунту - Фізика зв'язку - Фізика твердого тіла - Фізика прискорювачів - Фотовольтаїка - Цифрова електроніка - Еконофізика - Ядерна техніка - Ядерні технології |

## Відомі наукові центри
- Інститут прикладної фізики РАН[ru]
- Факультет загальної та прикладної фізики МФТІ
- http://www.aph.caltech.edu/ [Архівовано 8 липня 2019 у Wayback Machine.]
- http://www.stanford.edu/dept/app-physics/ [Архівовано 4 грудня 2010 у Wayback Machine.]
- http://www.apam.columbia.edu [Архівовано 8 березня 2022 у Wayback Machine.]
- Факультет прикладної фізики Гарварду(англ.)
- Лабораторія прикладної фізики Бенгальського університету науки і техніки
- http://www.jhuapl.edu [Архівовано 3 травня 2021 у Wayback Machine.]
- Факультет прикладної фізики університету Калькутти
- Інститут прикладної фізики університету в Мюнстері [Архівовано 23 жовтня 2018 у Wayback Machine.]
- http://www.aep.cornell.edu/ [Архівовано 19 серпня 2018 у Wayback Machine.]
- Національна фізична лабораторія Великої Британії